# Hiperplasia do endométrio
Hiperplasia do endométrio é uma condição caracterizada pela proliferação excessiva das células do endométrio, a camada mais interna do útero. A maioria dos casos de hiperplasia do endométrio resulta de altos níveis de estrogênio combinados com níveis insuficientes de hormônios progestágenos, que geralmente equilibram os efeitos proliferativos do estrogênio sobre o tecido endometrial. Isto pode ocorrer em inúmeras situações, incluindo obesidade, síndrome do ovário policístico, tumores produtores de estrogênio (por exemplo, tumores de células da granulosa) e em certas formulações da terapia hormonal de reposição de estrogênio. A hiperplasia do endométrio é um fator de risco significativo para o desenvolvimento ou mesmo a coexistência de um câncer endometrial. 

## Classificação
Existem, atualmente, duas classificações em vigor para a hiperplasia endometrial: a classificação da Organização Mundial da Saúde de 1994 e um sistema proposto por um grupo de especialistas que introduziu o termo neoplasia intraepitelial endometrial (NIE) para designar as lesões pre-cancerosas do endométrio. A classificação OMS-94 é baseada nas características morfológicas da complexidade arquitetural e na presença de atipias nucleares, dividindo as lesões em quatro grupos: hiperplasia simples, hiperplasia complexa, hiperplasia simples com atipia e hiperplasia complexa com atipia.

## Diagnóstico
O diagnóstico da hiperplasia endometrial pode ser feito a partir da biópsia do endométrio, que pode ser realizada ambulatorialmente ou a partir da curetagem da cavidade uterina para a obtenção de tecido endometrial para análise histopatológica. A rotina diagnóstica de doença endometrial pode ser realizada no sangramento uterino anormal ou na presença de células glandulares atípicas no citopatológico do colo uterino.